# Cenchrus
Cenchrus là một chi thực vật có hoa trong họ Hòa thảo (Poaceae).

## Loài
Chi Cenchrus gồm các loài: